# Курода, Пол
Павел Кадзуо Курода (1 апреля 1917 — 16 апреля 2001 года) — японо-американский химик и физик-ядерщик.

## Биография
Родился 1 апреля 1917 года в префектуре Фукуока, Япония.
Получил степень бакалавра и доктора наук в императорском университете Токио. Учился под руководством профессора Кэндзиро Кимура.
Его первая статья была опубликована в 1935 году. Он специализировался в основном на радио и космохимии. Большая часть из его 40 статей, опубликованных до 1944, были о химии горячих источников. В 1944 году он стал самым молодым преподавателем в императорском университете Токио и после Второй Мировой Войны, несмотря на запрет радиохимии в Японии, продолжал изучать радиохимию до 1949 года.
По прибытии в Соединённые Штаты в 1949 году Курода познакомился с ядерным химиком Гленном Сиборгом. Он стал помощником профессора химии в университете Арканзаса в 1952 году, став гражданином США в 1955 году.
В 1956 году Курода первым предложил теорию естественный самоподдерживающейся ядерной цепной реакции. Его предложение было доказано обнаружением в сентябре 1972 года остатков реактора в карьере Окло в Габоне.
Он стал первым Заслуженным профессором химии в 1979 году, после официально ушел из Университета Арканзаса в 1987 году.
Умер 16 апреля 2001 года в своем доме в Лас-Вегасе, штат Невада.

## Награды
Лауреат премии Pure Chemistry Prize.